# Lightning Lord
Lightning Lord è un supercriminale dei fumetti DC Comics. Debuttò in Superman (vol. 1) n. 147 (agosto 1961), e fu creato da Jerry Siegel (testi) e Curt Swan (disegni).

## Pre-Ora Zero
Lightning Lord (Mekt Ranzz) è un membro fondatore della Legione dei Supercriminali.
Nato senza gemello su un pianeta dove la nascita in coppia è una cosa normale, Lightning Lord sviluppò una personalità anti-sociale in risposta al fatto di non aver avuto un gemello. Quando l'incrociatore spaziale su cui viaggiava al fianco di suo fratello e sua sorella minori (i gemelli Legionari Lightning Lad e Lightning Lass) ebbe delle difficoltà elettriche, i fratelli Ranzz furono costretti ad atterrare sul planetoide Korbal. Nel tentativo di adescare alcune "bestie da fulmine" per ricaricare le batterie del mezzo, furono colpiti anche loro dalle scariche elettriche, cosa che donò loro il potere di generare l'elettricità. Avendo questa nuova abilità, Lightning Lord decise di dedicare la sua vita al crimine.
Ebbe una relazione avversiva ma protettiva nei confronti dei suoi fratelli, e in ogni loro incontro tentò sempre di portare almeno uno di loro (solitamente sua sorella) dalla sua parte. Tuttavia, in una storia ambientata nel futuro, Mekt ritornò su Winath e si costituì; nella storia si presunse anche che ebbe un amante maschile - cosa che fu confermata dall'autore della storia. Ma questa interpretazione del personaggio non sembra essere stata portata avanti nelle versioni successive della continuità della Legione.

## Post-Ora Zero
Dopo il "rinnovamento della Legione" di Ora zero, Lightning Lord fu relativamente lo stesso, anche se adesso odiava i suoi fratelli e non aveva nessuna Legione dei Supercriminali.
Nella miniserie Legion Worlds fu rivelato che fu riabilitato e che lavorava nella fattoria di famiglia.
Nell'arco narrativo della serie Superman/Batman intitolato Absolute Power, Lightning Lord, Cosmic King, e Saturn Queen appaiono tutti sposati come genitori adottivi di Clark Kent e Bruce Wayne in una linea temporale alternativa che costruirono loro.

### Terza versione
Dopo il rinnovo più recente della Legione, Mekt si rifece vivo come leader di un gruppo di supereroi "operativi neri" chiamati Wanderers. Reclutò sua sorella, Karate Kid, Ultra Boy, Star Boy, e Mon-El per contrastare l'imminente invasione dei Dominatori. La sua personalità anti-sociale fu rimpiazzata da una personalità suicida. Possiede sempre i poteri elettrici, ma non utilizza più l'alter ego di Lightning Lord.
Fu recentemente rivelato che Mekt fa parte di un culto che adora li spirito della natura noto come Validus, anche conosciuto come Signore dei Fulmini, in quanto su Winath i figli che nascono senza gemello sono considerati figli di Validus. Questo culto lo portò a ritornare su Korbel, in cerca delle "bestie da fulmine" per rubare loro i poteri elettrici come parte della profezia. Tuttavia, quando i suoi fratelli ebbero maggiori poteri, il culto lo espulse, dato che la profezia non menzionava tale cambiamento.

### Post-Crisi Infinita
In Crisi Finale, Mekt fu tra i super criminali che componevano la Legione dei Super Criminali di Superboy-Prime.
Nel rinnovo di Action Comics del 2009, alla storia di Mekt fu data una svolta significativa. Nel secondo numero, Mekt, dalla prigione, inviò suo fratello Garth in una missione per scoprire la verità a proposito del fatto se avesse o no anche lui un gemello, o se i suoi sospetti fossero corretti, cioè che aveva un gemello ma che i suoi genitori gliel'avevano sempre tenuto nascosto. Rimane da vedere se disse la verità, stesse mentendo, o se deluse sé stesso nel crederlo.

## Poteri e abilità
Lightning Lord è in grado di generare elettricità e di scagliarla sotto forma di raggi energetici distruttivi.

## Altri media
Mekt comparve nella serie animata Legion of Super Heroes. La sua prima comparsa avvenne nella puntata "Champions": avendo avuto un po' di rivalità con suo fratello, partecipò contro di lui in una gara di tipo olimpico e involontariamente fece un patto con i Fatal Five perché potesse vincere. Non mostrò nessun potere, ma li sfoggiò nella sua seconda comparsa in "Lightning Storm", al fianco dell'avanguardia della Velocità della luce, un gruppo di eroi pro-profit e incarnazione della serie della Legione dei Super Criminali. Qui, sia lui che Garth ottennero i propri poteri a causa di un attacco da parte delle bestie da fulmine. Affermò di essere più forte di suo fratello, che fece entrare nell'avanguardia. Una cosa interessante, ci si riferì a lui semplicemente chiamandolo "Mekt" e mai "Lightning Lord".
Nella seconda stagione, che ebbe luogo due anni dopo la prima, l'avanguardia ritornò e adesso di chiamava Legione dei Super Criminali. Tuttavia, Mekt non si trovava tra di loro. In "Chained Lightning", lo si vide con Imperiex. In un flashback, fu rivelato che sua sorella, Aayla, si trovava con i suoi due fratelli quando ottenne i suoi poteri, e si presunse che fosse morta. Dopo aver aiutato suo fratello a riportare sua sorella al suo stato originale (in quanto non era morta, ma trasformata in energia pura), decise di costituirsi e di abbandonare la sua vita criminale. La sua ultima immagine è quella di lui che osserva una foto della sua famiglia mentre si trova in carcere.